# Taku seibyō
Le Taku seibyō (多久聖廟), situé à Taku, préfecture de Saga, est un des plus anciens temples confucéens du Japon. Construit en 1708, Taku seibyō a été désigné bien culturel important du Japon.